# Aspach (Thüringen)
Aspach is een ortsteil van de landgemeente Hörsel in de Duitse deelstaat Thüringen. Tot 1 december 2011 was Aspach een zelfstandige gemeente. Het dorp wordt voor het eerst genoemd in een oorkonde uit 932.